# Zbrodnie w Rusinowym Beresteczku
Zbrodnie w Rusinowym Beresteczku – napady i masowe mordy na polskich mieszkańców wsi Rusinowe Beresteczko dokonane w latach 1939–1943 kolejno przez uzbrojonych Ukraińców, członków ukraińskiej kolaboracyjnej policji pomocniczej oraz przez oddział UPA. 
Rusinowe Beresteczko było wsią ukraińską, w której stale zamieszkiwało 30 polskich rodzin. Polacy (Mirosław Konarzewski, Władysław Lipski i Jan Majewski) byli również właścicielami majątków ziemskich we wsi. We wrześniu 1939 wszyscy wymienieni właściciele ziemscy zostali aresztowani przez grupę uzbrojonych Ukraińców i wydani NKWD, które po kilku dniach osadziło ich w więzieniu w Dubnie. 
W październiku 1942 policjanci ukraińscy pobili ze skutkiem śmiertelnym jednego Polaka, innego zaś zastrzelili pod pretekstem niechęci do przekazania im ukrytego miodu z pasieki. 
W maju 1943 polskie domy w Rusinowym Beresteczku zostały spalone w czasie napaści oddziału UPA. Zginęło ok. 25 Polaków. 